# ساجع (اسم)
ساجع هو اسم علم مذكر من أصل عربي، ومعناه هو على وزن اسم الفاعل الأديب أوالخطيب الذي يستخدم السجع في كلامه، ويوازن بين جمله المقفاة.

## وصلات خارجية
- موسوعة السلطان قابوس لأسماء العرب نسخة محفوظة 5 أبريل 2019 على موقع واي باك مشين.